# Iustitia

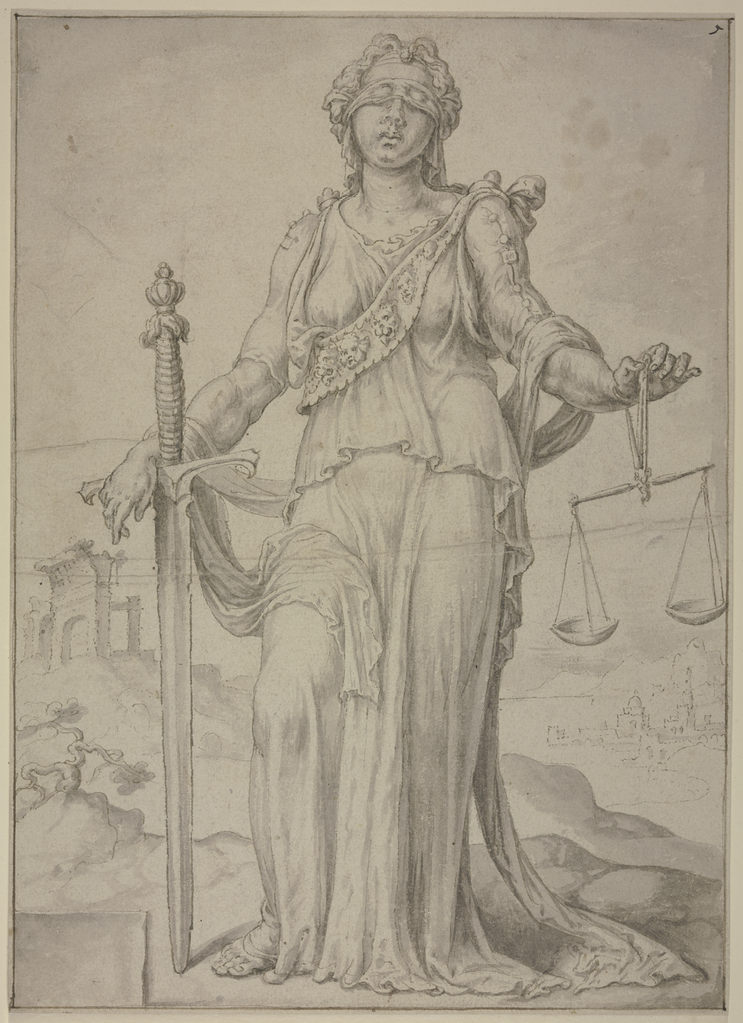
Iustitia, dibuix de Maarten van Heemskerck, 1556

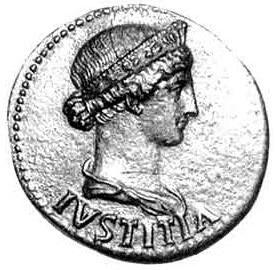
Agripina invocant la Iustitia en una moneda del temps de Neró

Iustitia era una divinitat romana, personificació de la justícia. Actualment la seva imatge encara s'utilitza com una al·legoria en edificis judicials de tot el món.

## Iconografia
A la representa amb forma femenina, portant els ulls tapats amb una bena, significant que la justícia no vol saber a qui jutja sinó el fet que es jutja, evitant preferències o prejudicis. L'altre objecte que la caracteritza són les balances, perquè el propòsit de la justícia és trobar l'equilibri entre les dues parts afectades: el demandant i l'acusat.

De vegades també porta una espasa, que en principi era un atribut de Nèmesi, portadora de la venjança.
Les primeres monedes romanes amb la imatge de Iustitia, està representada portant una espasa en una mà i la balança a l'altra però amb els ulls sense tapar. Només s'han trobat imatges de la Iustitia amb els ulls tapats a partir del segle xv. L'estàtua més antiga que es coneix és una font del 1543, obra de l'escultor Hans Gieng's i està a la ciutat de Berna. Una variació sobre Iustitia és la representació en què ella mateixa és una balança i les seves mans sostenen els plats, com és el cas de la que hi ha al tribunal de Memphis (EUA).

## Equivalència en altres cultures
La justícia també va ser deïficada en la cultura de l'antic Egipte, la deessa Maat i també Isis apareixen de vegades representades amb la balança, amb el mateix sentit que la divinitat romana.
En la mitologia grega hi ha dues figures representatives de la justícia: Temis i la seva filla Díke. A partir de la tradició grega a Roma se la va associar amb Júpiter, el déu suprem, i els van fer pares de Pax, la qual va ser molt venerada en temps d'August. En la literatura llatina apareix en relació al mite de les edats del món idèntic al que els grecs narraven sobre Díke o Astrea. Ciceró la va relacionar amb el concepte aequitas, donant-li un lloc determinant en la filosofia jurídica, potser influït per les idees sobre la virtut que Aristotil havia tractat a la seva "Ètica a Nicòmac".

## Galeria d'imatges
- Iustitia en una font de Berna (Suïssa), 1543
- Tribunal suprem de Brasil, Brasília (Brasil), 1961
- Iustitia en una font a Frankfurt, (Alemanya)
- Iustitia, Tribunal suprem del Canadà, Ottawa, (Canadà)
- Central Criminal Court a Londres, (Regne Unit)
- Escultura del s. XIX Poder de la llei a Olomouc, (República Txeca)
- Iustitia, obra de Jean Feuchère, a París (França)
- Shelby County Courthouse, Memphis, (EUA)
- Iustitia a Teheran, (Iran)
- Iustitia, Tribunal suprem de Queensland, Brisbane, (Australia)
- "Iustitia", obra de Diana Moore, Tribunal Federal a Newark,(EUA)